# Туроснь-Косьцельна

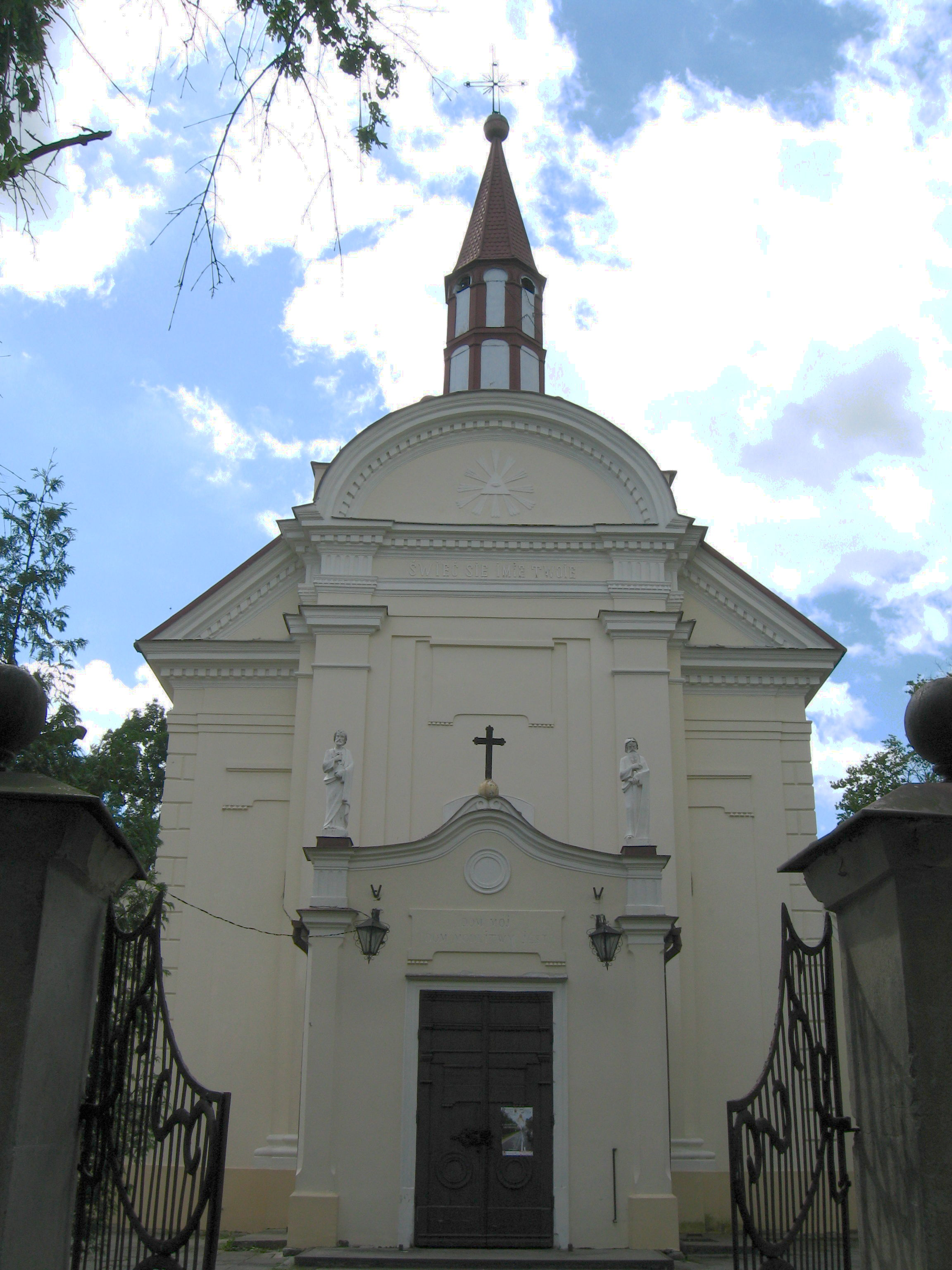
Костёл Святой Троицы

Туроснь-Косьцельна (пол. Turośń Kościelna) — деревня в Белостокском повете Подляского воеводства Польши. Административный центр гмины Туроснь-Косьцельна. Находится на реке Туроснянке (приток Нарева) примерно в 15 км к юго-западу от города Белосток. По данным переписи 2011 года, в деревне проживал 701 человек. В деревне есть костёл Святой Троицы (2-я половина XVIII века). В 2010 году был открыт аэродром Туроснь-Косьцельна.